# Lonchaea absenta
Lonchaea absenta är en tvåvingeart som beskrevs av Macgowan 2004. Lonchaea absenta ingår i släktet Lonchaea och familjen stjärtflugor.
Artens utbredningsområde är Serbien. Inga underarter finns listade i Catalogue of Life.